# Marlos Nobre
Marlos Nobre de Almeida (født 18. februar 1939 i Recife, Pernambuco, død 2. december 2024) var en brasiliansk komponist, dirigent, pianist, lærer og professor.
Nobre studerede komposition og klaver på Musikkonservatoriet i Pernambuco (1948-1959) hos bl.a. Camargo Guarnieri.
Han studerede senere på Di Tella Institute i Buenos Aires. Nobre hørte til de betydningsfulde komponister i Brasilien.
Han var gæsteprofessor på bl.a. Juliard School of music.
Nobre skrev orkesterværker, kammermusik, klaverstykker, elektronisk musik etc. Han komponerede i seriel stil og brugte tolvtone og frie avantgardeelementer i sin musik.

## Udvalgte værker
- Ukrinmakerinkrin (1964) - for orkester
- Memoriam (1973) - for orkester